# Радамант
Радамант (на старогръцки: Ῥαδάμανθυς; Rhadamanthys, Rhadamanthus) в древногръцката митология е син на Зевс и Европа и брат на Минос, царя на Крит и Сарпедон. Отгледан е от втория си баща Астерион. Има двама сина.
Според един мит Радамант управлява Крит преди Минос и създава критските закони, които се вярва, че спартанците по-късно копират.
След като е изгонен от Крит от своя брат Минос, който ревнува от популярността му, Радамант отива в Беотия, където се жени за Алкмена. Омир го представя като обитаващ Елисейските полета (Одисея, iv. 564). Според друга версия Радамант е един от тримата съдии в подземното царство.
На Радамант е наречен астероидът 38083.